# Dennis Taylor (pilote automobile)
Pour les articles homonymes, voir Taylor et Dennis Taylor (homonymie).
Dennis Taylor, né le 12 juin 1921 à Sidcup (Borough londonien de Bexley) et mort le 2 juin 1962 à Monaco, est un pilote automobile anglais. 
Il court en Formule 3 au début des années 1950, avant de passer à la Formule 2 en 1957. Il tente sa chance au Grand Prix de Grande-Bretagne 1959 au volant de sa Lotus 12 mais ne passe pas le stade des qualifications. Il se tue en 1962 lors d'une épreuve de Formule Junior disputée sur le circuit de Monaco.

## Résultats en championnat du monde de Formule 1
| Saison | Écurie | Châssis  | Moteur             | Pneus  | GP disputé      | Qualifications | Classement   |
| ------ | ------ | -------- | ------------------ | ------ | --------------- | -------------- | ------------ |
| 1959   | Privé  | Lotus 12 | Coventry Climax L4 | Dunlop | Grande-Bretagne | 30e            | Non-qualifié |